# Xamiatus ilara
Xamiatus ilara is een spinnensoort in de taxonomische indeling van de bruine klapdeurspinnen (Nemesiidae).
Xamiatus ilara werd in 1982 beschreven door Raven.